# États sardes de terre-ferme
 (mai 2019).
Si vous disposez d'ouvrages ou d'articles de référence ou si vous connaissez des sites web de qualité traitant du thème abordé ici, merci de compléter l'article en donnant les références utiles à sa vérifiabilité et en les liant à la section « Notes et références ».

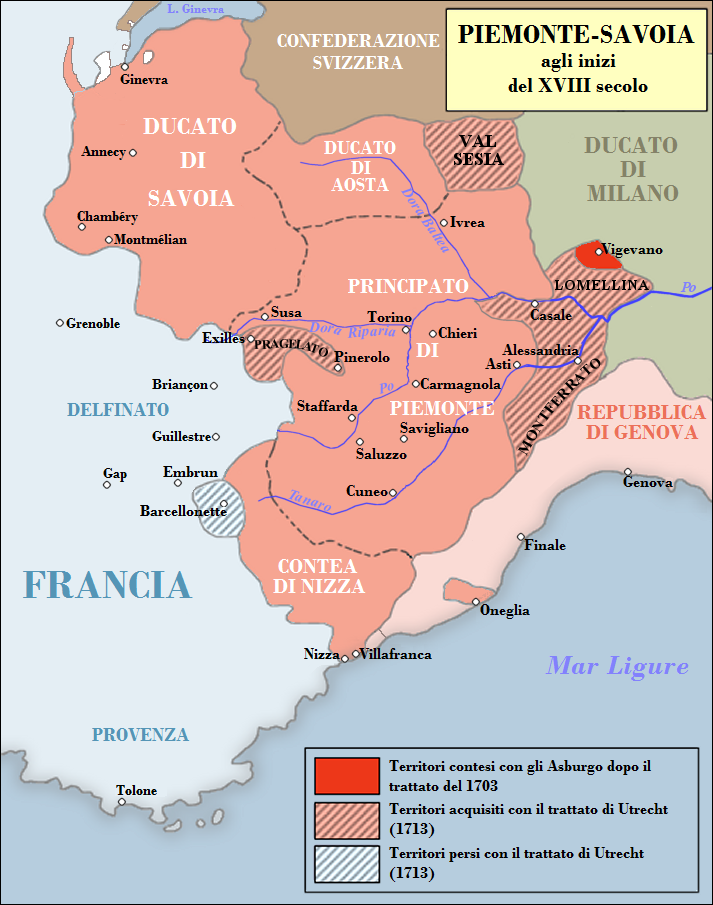

Les États sardes de terre-ferme ou États de terre-ferme (en italien : Stati Sardi di terraferma) est l’expression qui désignait à partir de 1720 la partie non insulaire du royaume de Sardaigne.
En effet, en vertu du traité de Londres (1718), le titre de roi de Sardaigne est conféré aux ducs de Savoie et princes de Piémont, jusqu’à la proclamation du royaume d'Italie. En 1847 intervient la fusion parfaite entre ces États et l’île de Sardaigne.

## Composition territoriale

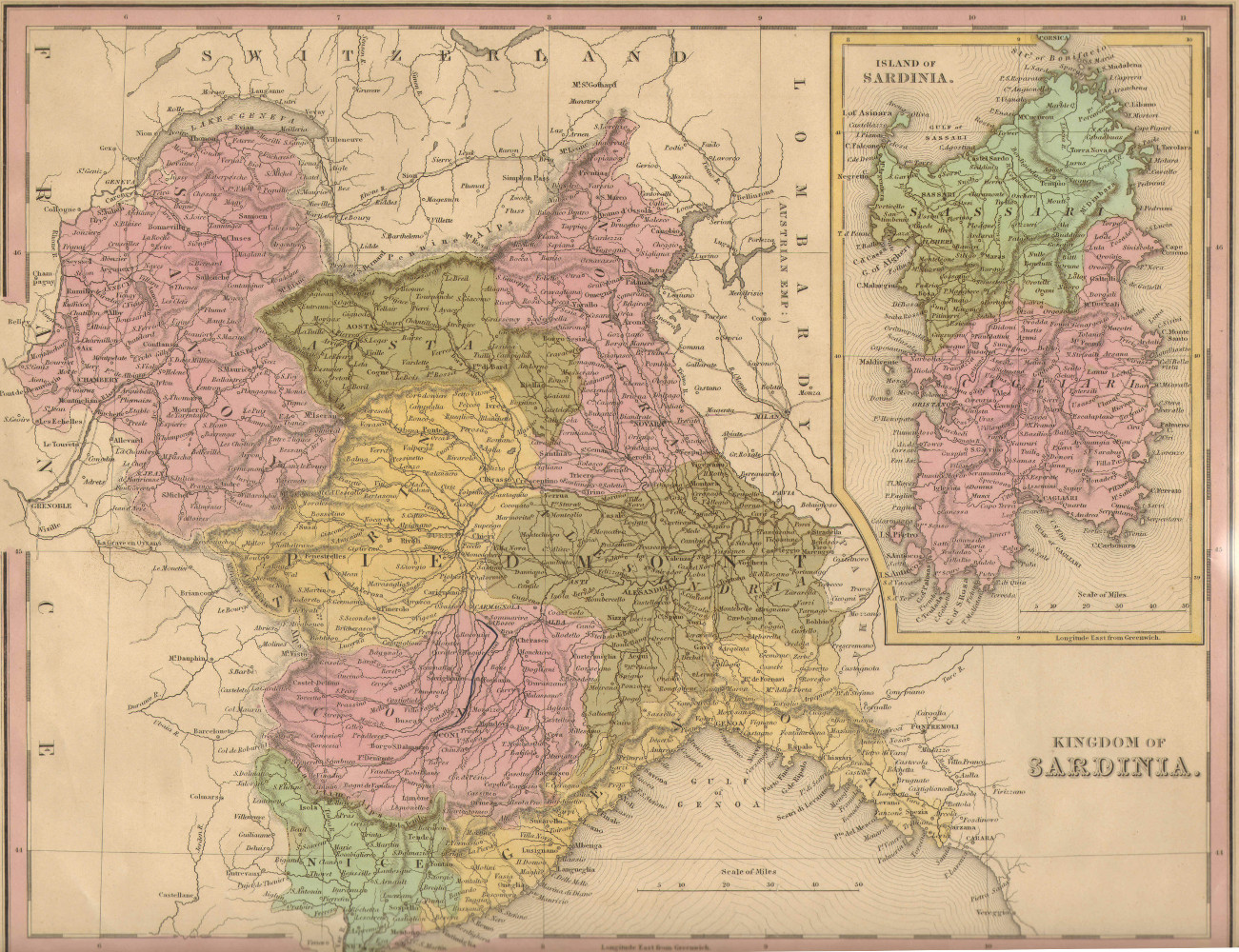
États sardes, avec l’île de Sardaigne en cartouche (1839)

En opposition au précédent royaume de Sardaigne (1324-1713), composé de la Sardaigne et îles environnantes, les « États de terre-ferme  » sont les suivants :
- le duché de Savoie, ducato di Savoia ;
- le duché d’Aoste ;
- la principauté de Piémont, principato di Piemonte ;
- le comté d'Asti ;
- le marquisat de Saluces, marchesato di Saluzzo ;
- le duché du Montferrat, ducato del Monferrato ;
- le marquisat de Suse, marchesato di Susa ;
- le comté de Nice, la contea di Nizza ;
- la principauté d’Oneille ;
- les fiefs impériaux de l’Apennin ligure, feudi imperiali dell'appennino ligure.

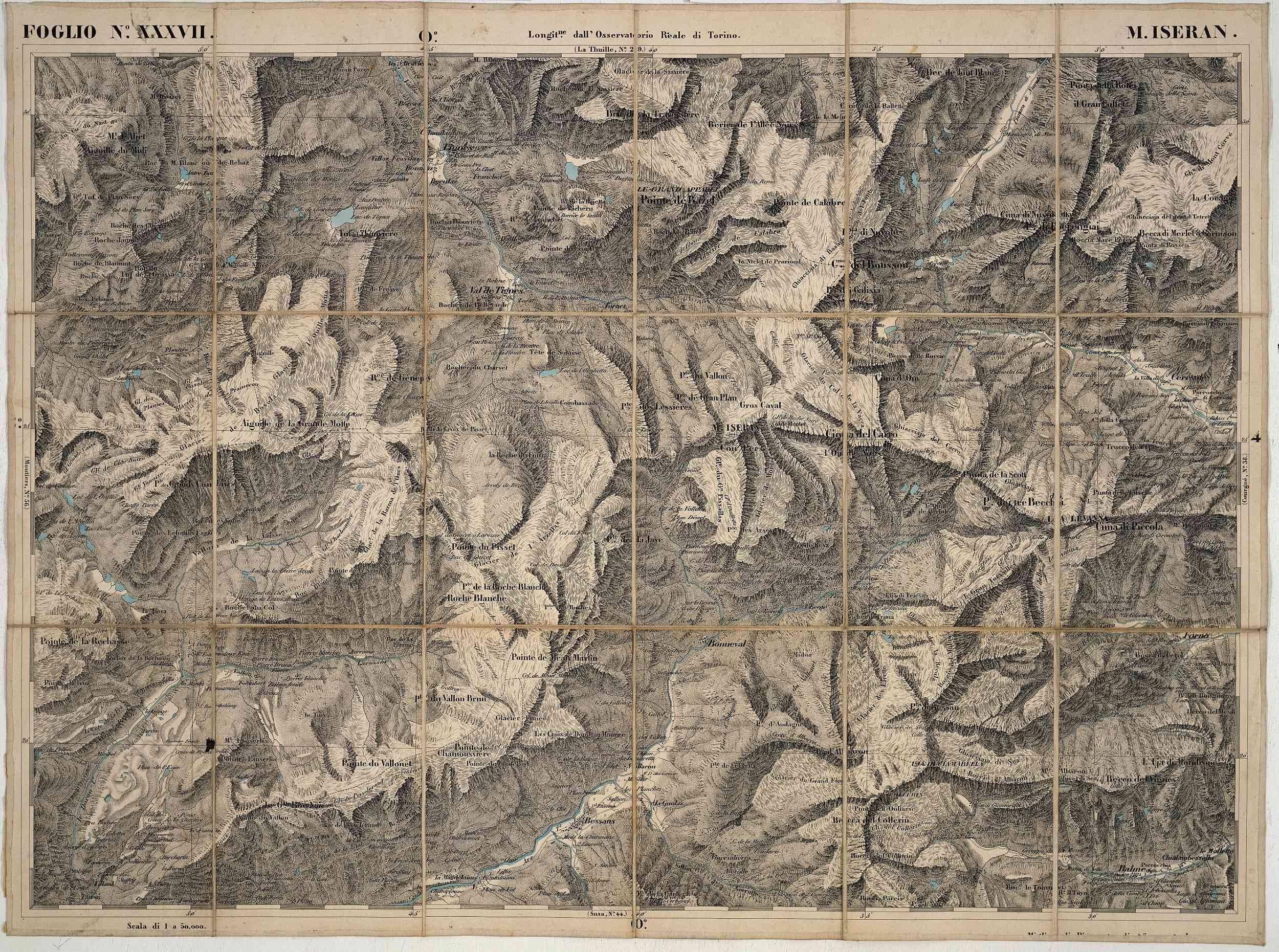
Carte des États de terre-ferme en 1858.

Après le congrès de Vienne, la république de Gênes, comprenant le fief du marquisat de Finale. Après 1848, les Villes libres de Menton et Roquebrune sont placées sous leur protection.